# Michail Kletcherov
Michail Kletcherov, né le 3 décembre 1982 à Bansko est un biathlète bulgare.

## Biographie
Mikhail Kletcherov fait partie de l'équipe nationale bulgare depuis la saison 1999-2000.
En 2011-2012, il obtient son meilleur résultat individuel en Coupe du monde à la mass start d'Antholz (13e), contribuant à son meilleur classement général (47e).
Aux Jeux olympiques d'hiver de 2014, il est 70e du sprint, 68e de l'individuel et 15e du relais.

## Palmarès

### Jeux olympiques
| Épreuve / Édition              | Individuel | Sprint | Poursuite | Départ en masse | Relais |
| Jeux olympiques 2010 Vancouver | 63e        | 59e    | 44e       | -               | 16e    |
| Jeux olympiques 2014 Sotchi    | 68e        | 70e    | -         | -               | 15e    |

### Championnats du monde
| Épreuve / Édition                | Individuel                       | Sprint                           | Poursuite                        | Départ en masse                  | Relais                           | Relais mixte                     |
| Mondiaux 2003 Khanty-Mansiïsk    | 56e                              | 62e                              | -                                | -                                | -                                | Épreuve inexistante à cette date |
| Mondiaux 2004 Oberhof            | 60e                              | 81e                              | -                                | -                                | -                                | Épreuve inexistante à cette date |
| Mondiaux 2005 Hochfilzen         | 98e                              | -                                | -                                | -                                | -                                | Épreuve inexistante à cette date |
| Mondiaux 2005 Khanty-Mansiïsk    | Épreuve inexistante à cette date | Épreuve inexistante à cette date | Épreuve inexistante à cette date | Épreuve inexistante à cette date | Épreuve inexistante à cette date | 20e                              |
| Mondiaux 2006 Pokljuka           | Épreuve inexistante à cette date | Épreuve inexistante à cette date | Épreuve inexistante à cette date | Épreuve inexistante à cette date | Épreuve inexistante à cette date | 20e                              |
| Mondiaux 2007 Antholz-Anterselva | 80e                              | 96e                              | -                                | -                                | 18e                              | -                                |
| Mondiaux 2008 Östersund          | 73e                              | 68e                              | -                                | -                                | 20e                              | -                                |
| Mondiaux 2009 Pyeongchang        | 79e                              | 78e                              | -                                | -                                | 11e                              | -                                |
| Mondiaux 2010 Khanty-Mansiïsk    | Épreuve inexistante à cette date | Épreuve inexistante à cette date | Épreuve inexistante à cette date | Épreuve inexistante à cette date | Épreuve inexistante à cette date | 15e                              |
| Mondiaux 2011 Khanty-Mansiïsk    | 36e                              | 50e                              | 40e                              | -                                | 16e                              | -                                |
| Mondiaux 2012 Ruhpolding         | 27e                              | 49e                              | DNS                              | -                                | 17e                              | 22e                              |
| Mondiaux 2013 Nové Město         | 79e                              | 90e                              | -                                | -                                | 9e                               | 15e                              |
| Mondiaux 2016 Holmenkollen       | 26e                              | 49e                              | 42e                              | -                                | 13e                              | -                                |
| Mondiaux 2017 Hochfilzen         | -                                | -                                | -                                | -                                | 9e                               | -                                |

Légende :

 :épreuve inexistante

- : n'a pas participé à l'épreuve

DNS : inscrit, mais n'a pas pris le départ

### Coupe du monde
- Meilleur classement général : 47e en 2012.
- Meilleur résultat individuel : 13e.

#### Différents classements en Coupe du monde
| Année     | Classement général final | Sprint | Poursuite | Individuel | Mass start |
| 2006-2007 | 85e                      | -      | -         | 64e        | -          |
| 2009-2010 | 100e                     | 88e    | -         | 77e        | -          |
| 2010-2011 | 62e                      | 65e    | 66e       | 42e        | -          |
| 2011-2012 | 47e                      | 48e    | 54e       | 52e        | 38e        |
| 2012-2013 | 88e                      | -      | -         | 59e        | -          |
| 2013-2014 | 100e                     | -      | -         | 54e        | -          |
| 2015-2016 | 83e                      | -      | -         | 52e        | -          |

### IBU Cup
- 1 podium.